# 约兰·卡尔松
约兰·卡尔松（瑞典語：Göran Karlsson，1963年7月10日—），瑞典男子残疾人冰球运动员。他曾代表瑞典参加1994年、1998年、2002年、2006年和2018年冬季残疾人奥林匹克运动会冰球比赛，获得一枚金牌和二枚铜牌。